# Qianlingula turbinata
Espèce
Qianlingula turbinata est une espèce d'araignées aranéomorphes de la famille des Pisauridae.

## Distribution
Cette espèce est endémique de Chine. Elle se rencontre au Hunan, au Guizhou, au Fujian et à Hainan.

## Description
La femelle holotype mesure 24,0 mm, les femelles mesurent de 20,0 à 24,00 mm.

## Publication originale
- Zhang, Zhu & Song, 2004 : A review of the Chinese nursery-web spiders (Araneae, Pisauridae). Journal of Arachnology, vol. 32, no 3, p. 353-417 (texte intégral).